# Broadcom Inc.

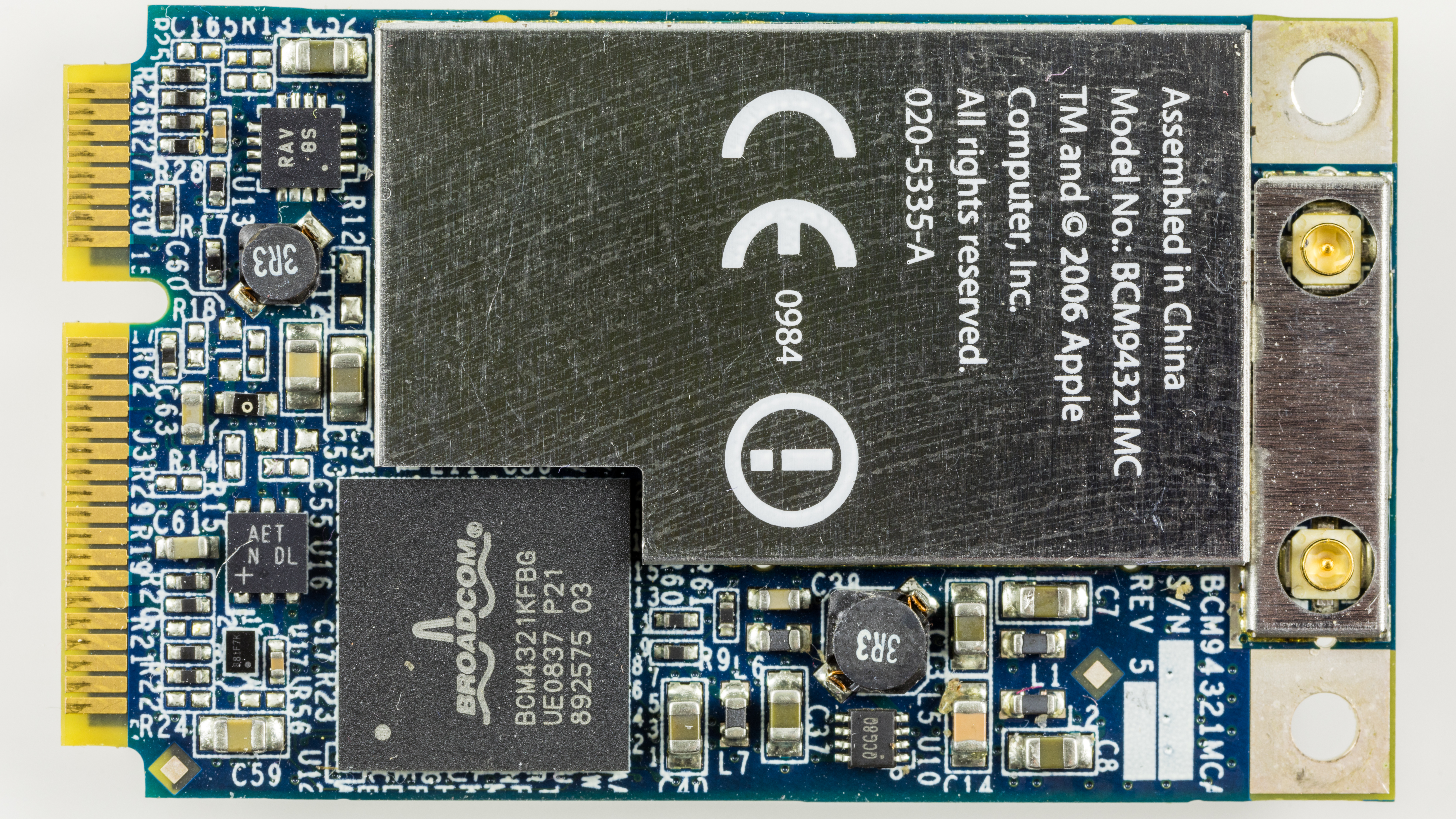
mini-PCIe-WLAN-Karte von Broadcom

Broadcom (ehemals Avago Technologies) ist ein Halbleiter- und Softwareunternehmen mit Sitz in San José, Kalifornien, das vor seinem Spin-off der Halbleiter-Produktbereich von Hewlett-Packard und später Agilent war. Die Aktien des Unternehmens werden an der NASDAQ gehandelt und sind im NASDAQ 100 sowie im S&P 500 enthalten.

## Geschichte

Logo der Marke Avago Technologies

Avago wurde 1961 als eine Abteilung von Hewlett-Packard gegründet. Der ursprüngliche Fokus lag auf Optoelektronik, zunächst LEDs und LED-Displays, später Bauelemente für Lichtwellenleiter und optische Maussensoren. Im Jahr 1999 gliederte Hewlett-Packard einige Abteilungen einschließlich des Halbleiterbereichs unter dem Namen Agilent aus. Der Halbleiterbereich wurde schließlich im Jahr 2005 als Avago von einer Gruppe Private-Equity-Unternehmen um Silver Lake und KKR für 2,66 Mrd. US-Dollar übernommen und im Jahr 2009 an die Börse gebracht.
2006 kaufte PMC-Sierra den Bereich für Halbleiter-Speicher und im gleichen Jahr Marvell den Bereich ASICs für Drucker von Avago. Im Dezember 2013 übernahm Avago Technologies den US-amerikanischen Konkurrenten LSI Corporation für 6,6 Mrd. US-Dollar.
Am 28. Mai 2015 kündigte Avago Technologies an, seinen US-amerikanischen Konkurrenten Broadcom für 37 Milliarden US-Dollar zu übernehmen. Davon sollen 17 Milliarden Dollar in bar und der Rest in Aktien von Avago bezahlt werden. Der nach dem Zusammenschluss der beiden Unternehmen entstehende Konzern soll Broadcom heißen, seinen Sitz in Singapur haben, auf eine Marktkapitalisierung von 77 Milliarden US-Dollar kommen und einen Umsatz von rund 13 Milliarden US-Dollar erwirtschaften. Nach dem Zusammenschluss werden die alten Broadcom Aktionäre rund 32 % der Anteile des neuen Unternehmens halten. Am 30. Januar 2016 schloss Avago Technologies die Übernahme ab und benannte sich gleichzeitig in Broadcom Ltd. um. Der Name Avago Technologies wird als Marke der Broadcom Ltd. weitergeführt.
Nachdem US-Präsident Donald Trump die von Broadcom geplante feindliche Übernahme des Handy-Chipherstellers Qualcomm für 117 Milliarden Dollar aus Gründen der nationalen Sicherheit im März 2018 untersagte, zog Broadcom sein Übernahmeangebot zurück.
Am 6. April 2018 verlegte Broadcom seinen Sitz von Singapur in die USA. Die Anteile der Broadcom Ltd. wurden an die Broadcom, Inc. übertragen.
Wenige Monate später übernahm Broadcom den Softwarekonzern CA Technologies.
Im 4. Quartal 2019 kaufte Broadcom die Enterprise-Sparte sowie den Markennamen Symantec von Symantec für rund 10,7 Mrd. US-Dollar.
In einem Kartellverfahren ging die EU-Kommission unter anderem Hinweisen nach, dass Broadcom zum Beispiel handelsübliche Rabatte an eine Exklusivitätsvereinbarung geknüpft haben soll, um kleinere Wettbewerber aus dem Markt zu drängen. Broadcom hat sich, nach Androhung einer Milliardenstrafe durch die EU, im Oktober 2020 bereiterklärt, sämtliche Ausschließlichkeitsbestimmungen auszusetzen und keine neuen abzuschließen.
Im Mai 2022 gab Broadcom die Absicht bekannt, VMware für 61 Mrd. US-Dollar in Aktien und Bargeld kaufen zu wollen. Der Kauf wurde im 22. November 2023 für 69 Mrd. US-Dollar vollzogen. Kurz darauf erfolgten drastische Preiserhöhungen für wesentliche VMware-Produkte. Trotz viel Kundenprotest und so manchem Wechsel zu Alternativprodukten konnte Broadcom den Umsatz und Gewinn schnell und deutlich ohne Mehraufwand erhöhen.
Mindestens seit 2022 arbeitet Broadcom mit dem chinesischen Unternehmen ByteDance bei der Entwicklung von KI-Chips zusammen.
Dank des Booms im Bereich der KI überschritt die Marktkapitalisierung des Unternehmens im Dezember 2024 erstmals die Marke von einer Billion US-Dollar, womit Broadcom zu einem der wertvollsten Unternehmen der Welt aufstieg.

## Produkte

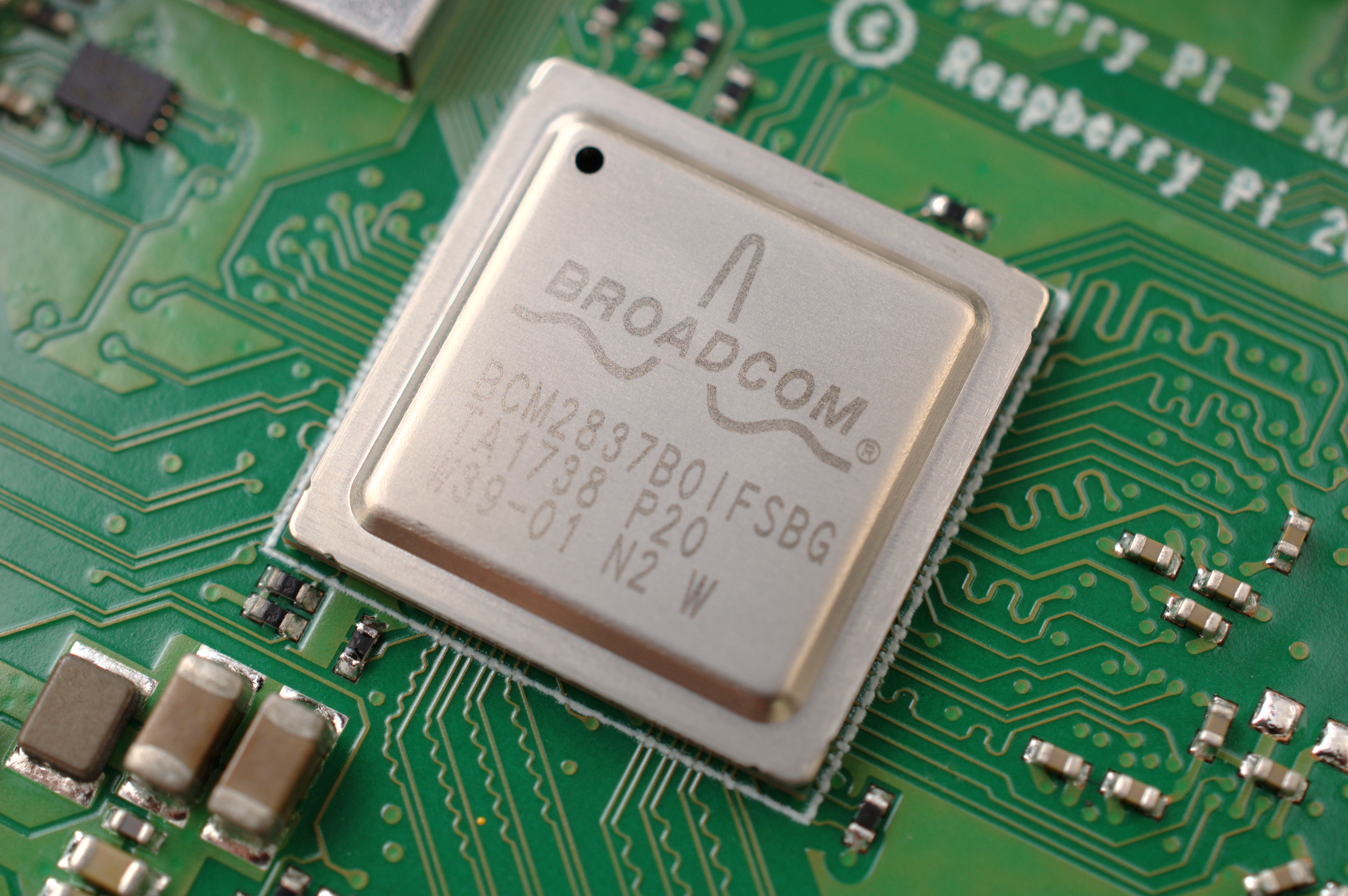
Broadcom BCM2837B0 SoC auf einem Raspberry Pi 3

Broadcom stellt Produkte für Analog- und Digitaltechnik, Mixed-Signal und Optoelektronik her, wobei der Fokus neben der üblichen CMOS-Technik auf III-V-Verbindungshalbleitern liegt. Seine FBAR-Filter werden in Mobiltelefonen und WLANs eingesetzt.
Broadcom besitzt ungefähr 16.500 Patente.
Kern-Technologien: 
- Broadband Modems
- Wideband ADC/DACs
- Custom DSP & ARM CPUs
- Wi-Fi/Bluetooth/GPS
- Copper/Optical PHYs
- Switching Fabrics
- Analog & DSP SerDes
- FBAR & RF Front-Ends
- SAS/SATA/FC/PCIe/Read-Channel
- VCSEL/DFB Optics
- Optical Sensing

Franchise-Produkte:
- Cable/Sat/IP Set-Top-Box SoCs
- Cable Modem/CMTS SoCs
- PON/DSL CPE/CO SoCs
- Wireless Connectivity Combos
- Ethernet NICs/Controllers/PHYs
- Ethernet Switching/Routing SoCs
- Network Processor SoCs
- RF Filter and Front-End Modules
- ASICs (Networking and Compute)
- HDD/SSD Controllers & HDD PreAmps
- Enterprise SAS/SATA/FC/PCIe
- Optical Isolation/Motion Encoders/LED
- Fiber Optic Products